# Доктор Хаус (сезон 7)
Сьомий сезон американського телесеріалу «Доктор Хаус» складається з 23 серій. Прем'єра першої серії відбулась 20 вересня 2010, останню серію показували 23 травня 2011.

## В ролях

### В головних ролях
- Г'ю Лорі — доктор Грегорі Хаус
- Ліза Едельштейн — доктор Ліза Кадді
- Роберт Шон Леонард — доктор Джеймс Вілсон
- Омар Еппс — доктор Ерік Форман
- Джессі Спенсер — доктор Роберт Чейз
- Олівія Вайлд — доктор Ремі Хадлі (Тринадцята)
- Пітер Джекобсон — доктор Кріс Тауб
- Ембер Темблін — доктор Марта Мастерз

## Епізоди
| №   | #  | Назва                                              | Режисер(и)             | Сценарист(и)                          | Перегляд американцями (у мільйонах) | Рейтинг        | Вийшла в США      |
| --- | -- | -------------------------------------------------- | ---------------------- | ------------------------------------- | ----------------------------------- | -------------- | ----------------- |
| 133 | 1  | «І що тепер?» «Now What?»                          | Грег Яйтаніс           | Доріс Іган                            | 10.54                               | N/A            | 20 вересня 2010   |
| 134 | 2  | «Егоїзм» «Selfish»                                 | Ден Аттіас             | Елі Атті                              | 10.18                               | N/A            | 27 вересня 2010   |
| 135 | 3  | «Ненаписане» «Unwritten»                           | Грег Яйтаніс           | Джон С. Келлі                         | 10.78                               | 25             | 4 жовтня 2010     |
| 136 | 4  | «Масаж» «Massage Therapy»                          | Девід Стрейтон         | Пітер Блейк                           | 9.69                                | N/A            | 11 жовтня 2010    |
| 137 | 5  | «Незаплановане батьківство» «Unplanned Parenthood» | Грег Яйтаніс           | Девід Фостер                          | 9.65                                | N/A            | 18 жовтня 2010    |
| 138 | 6  | «Велика політика» «Office Politics»                | Сенфорд Букстейвер     | Сет Гоффман                           | 9.63                                | N/A            | 8 листопада 2010  |
| 139 | 7  | «Пошесть на нашого Хауса» «A Pox on Our House»     | Такер Гейтс            | Ловренс Кеплов                        | 10.77                               | 23             | 15 листопада 2010 |
| 140 | 8  | «Маленькі жертви» «Small Sacrifices»               | Грег Яйтаніс           | Девід Госельтон                       | 9.24                                | 19             | 22 листопада 2010 |
| 141 | 9  | «Більше ніж життя» «Larger Than Life»              | англ. Miguel Sapochnik | Сара Гесс                             | 10.52                               | 21             | 17 січня 2011     |
| 142 | 10 | «Від батога до пряника» «Carrot or Stick»          | Девід Стрейтон         | Ліз Фредман                           | 10.45                               | 10             | 24 січня 2011     |
| 143 | 11 | «Сімейна практика» «Family Practice»               | англ. Miguel Sapochnik | Пітер Блейк                           | 12.33                               | 13             | 7 лютого 2011     |
| 144 | 12 | «Запам'ятай» «You Must Remember This»              | Девід Плетт            | англ. Katherine Lingenfelter          | 9.86                                | 24             | 14 лютого 2011    |
| 145 | 13 | «Дві історії» «Two Stories»                        | англ. Greg Yaitanes    | англ. Thomas L. Moran                 | 10.41                               | 22             | 21 лютого 2011    |
| 146 | 14 | «Доказ кризи» «Recession Proof»                    | англ. S. J. Clarkson   | англ. John C. Kelley                  | 11.01                               | 16             | 28 лютого 2011    |
| 147 | 15 | «Бомби» «Bombshells»                               | англ. Greg Yaitanes    | англ. Liz Friedman & Sara Hess        | 11.08                               | 13             | 7 березня 2011    |
| 148 | 16 | «Без парашуту» «Out of the Chute»                  | Sanford Bookstaver     | Lawrence Kaplow & Thomas L. Moran     | 10.41                               | 14             | 14 березня 2011   |
| 149 | 17 | «Пропащий» «Fall From Grace»                       | Такер Гейтс            | Джон Сі Келлі                         | 9.49                                | Буде оголошено | 21 березня 2011   |
| 150 | 18 | «Помийка» «Dig»                                    | Мет Шекмен             | Девід Ґосельтон, Сара Ґесс            | 8.93                                | Буде оголошено | 18 квітня 2011    |
| 151 | 19 | «Остання спокуса» «Last Temptation»                | Тім Саусґем            | Девід Фостер, Ліз Фрідмен             | 8.80                                | Буде оголошено | 25 квітня 2011    |
| 152 | 20 | «Зміни» «Changes»                                  | Девід Стрейтон         | Елі Атті                              | 8.57                                | Буде оголошено | 2 травня 2011     |
| 153 | 21 | «Зцілення» «The Fix»                               | Грег Яйтанець          | Томас Моран, Девід Шор                | 7.94                                | Буде оголошено | 9 травня 2011     |
| 154 | 22 | «Проти ночі» «After Hours»                         | Мігель Сапочнік        | Сет Ґофман, Расел Френд, Гарет Лернер | 8.92                                | Буде оголошено | 16 травня 2011    |
| 155 | 23 | «Жити далі» «Moving On»                            | Грег Яйтанець          | Кет Лінгенфелтер, Пітер Блейк         | 9.11                                | Буде оголошено | 23 травня 2011    |